# (a, b)-разложение
(a, b)-разложение неориентированного графа — это разбиение рёбер на a + 1 множеств, каждое из которых представляет лес, за исключением одного, имеющего степень, не превосходящую b. Если этот граф тоже является лесом, такое разложение называется  F(a, b)-разложением.
Граф с древесностью a является (a, 0)-разложимым. Любое (a, 0)-разложение или (a, 1)-разложение является a F(a, 0)-разложением или F(a, 1)-разложением соответственно.

## Классы графов
- Любой планарный граф является F(2, 4)-разложимым[1]
- Любой планарный граф {\displaystyle G} с обхватом по меньшей мере {\displaystyle g} является
  - F(2, 0)-разложимым, если {\displaystyle g\geqslant 4}[2]
  - (1, 4)- разложимым, если {\displaystyle g\geqslant 5}[3].
  - F(1, 2)- разложимым, если {\displaystyle g\geqslant 6}[4].
  - F(1, 1)- разложимым, если {\displaystyle g\geqslant 8}[5] или если любой цикл {\displaystyle G} является либо треугольником, либо циклом с минимум 8 рёбрами, не принадлежащими треугольнику[6]
  - (1, 5)- разложимым, если {\displaystyle G} не имеет 4-циклов[7]
- Любой внешнепланарный граф является F(2, 0)-разложимым[2] и (1, 3)- разложимым[8]